# Джанкой (транспорт озброєнь)

морський транспорт озброєння «Джанкой» проект 1823

«Джанкой» U754 — морський транспорт озброєнь, до 2013 року входив до складу Військово-Збройних Сил України. Побудований в 1968 році на Рибінському суднобудівному заводі. Названий в честь однойменного кримського міста Джанкой.

## Тактико-технічні характеристики транспорту
Стандартна водотоннажність: 441 т.
Повна водотоннажність: 686 т.
Розміри: довжина — 55,1 м, ширина — 8,44 м, осадка — 2,6 м.
Швидкість повного ходу: 11,5 вузлів.
Дальність плавання: 2240 миль при 11,4 вузлах, 4950 миль при 9,3 вузлах.
Силова установка: 1 дизель 6LH-30.50-3, 600 к.с., 1 вал.
Радіотехнічне озброєння: навігаційна РЛС «Дон».
Вантажопідйомність: 250 тонн.
Екіпаж: 15 + 7 чол.

## Історія судна
Морський транспорт озброєнь проекту 1823. Серія малих суден різного призначення — морські транспорти озброєння, дослідні судна, малі розвідувальні кораблі — що будувалися на декількох суднобудівних заводах СРСР з 1966 по 1986 року в єдиному корпусі.
Проєкт цього судна був розроблений центральний конструкторським бюро «Вимпел» (м. Горький), і призначалось для транспортування і завантаження (розвантаження) на плавучі бази, підводні човни та надводні кораблі або біля причалів торпедного озброєння, як з приєднаними, так і з від'єднаними бойовими зарядними відділеннями. Судно має автономність 15 діб, морехідність до 6 балів. На суднобудівних заводах Стрітенська, Рибінська, Клайпеди всього було побудовано понад 50 транспортів цього проєкту і його модифікацій.
Морський транспорт озброєнь «МТБ-169250» був побудований на суднобудівному заводі імені Володарского в Рибінську (заводський № 1820) в 1968 році, увійшов до складу Чорноморського флоту.
До 1977 року судно класифікувалося як морська торпедна баржа, в 1977 році судно було перейменовано в «ВТР-69» (Військовий Транспорт-69), а потім — в «ВТР-93».
01.08.1997 р. «ВТР-93» було включено до складу Військово-Морських Сил України, отримав нову назву «Джанкой» на честь однойменного кримського міста, з присвоєнням бортового номера «U754».
Тривалий час судно було не на ходу, знаходилося біля причалу в Стрілецькій бухті Севастополя.
Судно було списано і виключено зі складу Військово-Морських Сил України в 2013 році.